# 31 Pułk Piechoty (Imperium Rosyjskie)

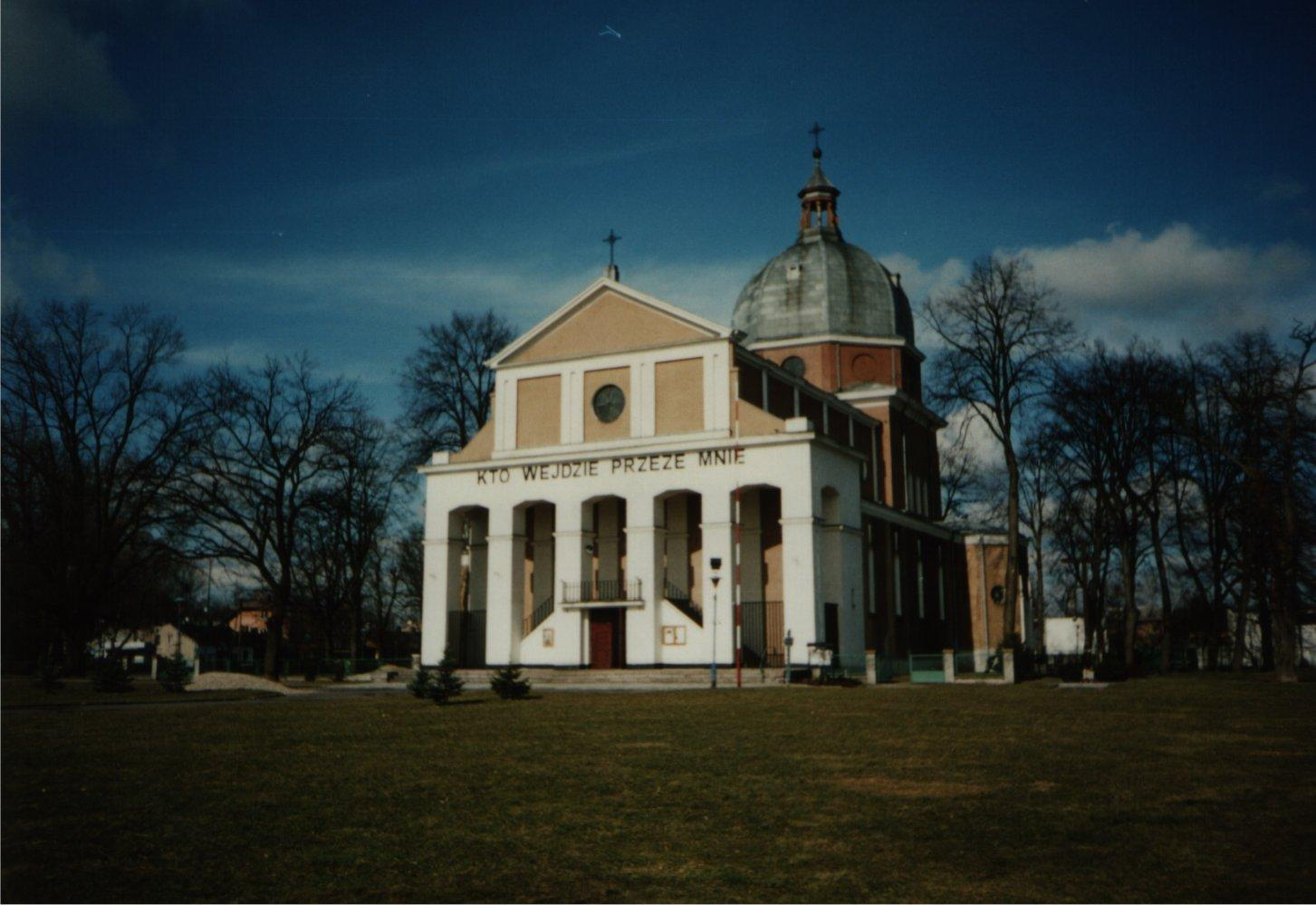
Dawna cerkiew prawosławna w Skierniewicach

31 Aleksiejewski pułk piechoty (ros. 31-й пехотный Алексеевский полк) – oddział piechoty z okresu Imperium Rosyjskiego.

## Charakterystyka
Sformowany 11 listopada 1731, za panowania carycy Anny Iwanowny. Stacjonował między innymi w Skierniewicach. Nosił nazwy: Aleksopolski pp (1811–1833 i 1856–1864), Aleksopolski pjegr  (1833–1856).

 W przededniu I wojny światowej pułk etatowo posiadał cztery bataliony po cztery kompanie oraz kompanię tyłową. Kompania piechoty czasu wojny liczyła około 240 żołnierzy i 4–5 oficerów. Na szczeblu pułku występował także pododdział karabinów maszynowych (8 km), łączności (w tym 14 konnych gońców i 21 telefonistów) i zwiadowczy (64 zwiadowców, w tym 4 kolarzy). W sumie pułk liczył około 4000 żołnierzy.

## Podporządkowanie
Lipiec 1914:
- 15 Korpus Armijny (15 армейский корпус, 15 АК), Warszawa
  - 8 Dywizja Piechoty (8-я пехотная дивизия), Warszawa
    - 2 Brygada Piechoty, Warszawa
      - 31 Aleksiejewski pułk piechoty – Skierniewice